# Богдановщина
Богдановщина (рос. Богдановщина) — присілок Сафоновського району Смоленської області Росії. Входить до складу Богдановщинського сільського поселення.
Населення — 439 осіб (2007 рік).